# Zataria
Zataria je monotipski rod cvjetnica iz porodice Lamiaceae. Jedina vrsta je Z. multiflora, polugrm raširen od zapadne Himalaje, na zapad do Irana, i na jug do Omana . 

## Etimologija
Ime roda biljke potječe od arapske riječi "Za' atar", generičkog naziva za neke bliskoistočne biljke poput majčine dušice, origana i čubra.

## Opis
Zataria multiflora Boiss. je biljka slična timijanu poznata kao "Avishan-e-Shirazi" u Iranu. Ovo ime dolazi od Avishan što znači majčina dušica i Shiraz, država u Iranu. Geografski, samoniklo raste samo u središnjem i južnom Iranu (Shiraz, Isfahan, Yazd, Dezfol, Kerman i Khorasan), Pakistanu i Afganistanu (Sajed et al., 2013.). Da bi se prepoznala Z. multiflora Boiss., treba uzeti u obzir jajolike, okruglaste, gusto prošarane žlijezdama i guste bijele dlakave okrugle pupoljke na pazušcima listova. To je aromatičan grm visine 40-80 cm, a mlade grane su bijele s gustim žljezdastim, raširenim dlakavim indumentumima, a zrele su drvenaste i bez lišća. Cvjetne stabljike nemaju nikakvih grana. Listovi (5–10 × 5–10 mm) izgledaju okruglasto jajasti do okruglasti. Cvjetovi Z. multiflora Boiss. su vrlo mali i često muški sterilni, bijeli i subsesilni. Sabiru se nadzemni dijelovi, ovisno o vremenu cvatnje, krajem svibnja do početka studenog. U ljekovite svrhe koriste se listovi i cvjetovi ove biljke. Nadzemni ogranak ove biljke sadrži najmanje 0,6% EO, masne kiseline, oleanolnu kiselinu, β-sitosterol i betolin. Unatoč velikim varijacijama u kemijskom sastavu EO iz različitih ekotipova ove biljke, dobro je dokumentirano da su oksigenirani monoterpenski spojevi, uglavnom timol i karvakrol, glavne komponente ovog EO; ova dva spoja činila su 30-86% ukupnog sastava EO procijenjenog u različitim eksperimentima. Karvakrol je monoterpenski fenol izomer timola koji se pojavljuje kao glavna komponenta u osušenoj biljci, gdje je utvrđeno da je timol najzastupljeniji sastojak u svježoj biljci. Drugi prijavljeni glavni spojevi uključuju ρ-cimen, γ-terpinen, kariofilen, linalol i α-pinen.

## Sinonimi
- Zataria bracteata Boiss.; Diagn. Pl. Orient., Ser. 2, 4: 12 (1859)
- Zataria multiflora var. elatior Boiss.; Fl. Orient. 4: 562 (1879)